# حضيري أبو عزيز
حضيري حسن بن رهيف الصرخبي العبودي المشهور ب حضيري أبو عزيز ، من قبيلة العبودة موسيقي عراقي محبوب، ولد في الشطرة التابعة لمحافظة ذي قار سنة 1909 اشتغل في بداية حياته خياطا حتى انتقل إلى بغداد حيث غني في الإذاعة لأول مرة سنة 1937.

## عن حياته
كان في صباه يرعى أبقار عمته (نوره) في ريف الشطرة، ثم انتقل إلى خاله حسين الخياط في الناصرية وعمل معه، وفي عام 1927 دخل مسلك الشرطة ثم انتقل إلى الإذاعة في عام 1936 بناء على طلب من وزارة المعارف التي كانت الإذاعة آنذاك مرتبطة بها وسجل مجموعة كبيرة من الأسطوانات لشركة (بيضافون) 1926 (هزمسترفوز) عام 1933 ولشركة (جقماقجي) عام 1956، ورصيد حضيري من الأغاني يزيد على 200 أغنية، يجيد أداء جميع أطوار الابوذيه دون استثناء
سنة 1945 قام بتسجيلَ إسطوانات وقدم حفلات في الإذاعة ، و المسارح ، إضافة إلى ذلك قدم حفلات في أقطار الوطن العربي ، له أسلوب مميز في الغناء الريفي، كما ألف أغاني من تلحينه على نسق الألحان والنصوص الشعبية كتبها ولحنها بنفسه. ومن أشهر أغانيه أغنية عمي يبياع الورد التي كانت من الأغاني الشعبية المحبوبة في كافة أنحاء العراق، وتوفي عام 1973.